# Alberit de Sant Joan
Alberit de Sant Joan (català), Alberit de Sant Chuan (aragonès), Alberite de San Juan (castellà) és un municipi de la província de Saragossa situat a la comarca del Camp de Borja.